# What Happened to Jones (film 1915)
What Happened to Jones è un film muto del 1915 diretto da Fred Mace.

## Produzione
Il film fu prodotto dalla William A. Brady Picture Plays.

## Distribuzione
Distribuito dalla World Film, il film uscì nelle sale cinematografiche USA il 22 marzo 1915.

## Differenti versioni
Dal lavoro teatrale What Happened to Jones di George Broadhurst vennero tratte diverse versioni cinematografiche:
- What Happened to Jones film del 1915 diretto da Fred Mace
- What Happened to Jones film del 1920 diretto da James Cruze
- What Happened to Jones film del 1926 diretto da William A. Seiter